# Copa da Liga Japonesa de 2011
A Copa da Liga Japonesa 2011  foi a 19º edição da Copa da Liga Japonesa, que ia inicia-se no dia 16 de março de 2011, mas devido ao terremoto seguido de tsunami, que abalou o Japão neste mês. foi alterado para 5 de junho. com a final para o dia 29 de outubro do mesmo ano, no Estádio Olímpico de Tóquio. onde o Kashima Antlers levantou o título, após vencer Urawa Red Diamonds, na prorrogação. enfrentando o campeão da Copa Sul-Americana 2011 em 2012, na decisão da Copa Suruga Bank.

## Primeira rodada
| Equipe 1            | Total | Equipe 2          | 1.º jogo | 2.º jogo |
| ------------------- | ----- | ----------------- | -------- | -------- |
| Urawa Red Diamonds  | 4 - 1 | Montedio Yamagata | 2 - 0    | 2 - 1    |
| Kashiwa Reysol      | 1 - 3 | Vegalta Sendai    | 0 - 1    | 1 - 2    |
| Júbilo Iwata        | 5 - 0 | Avispa Fukuoka    | 2 - 0    | 3 - 0    |
| Ventforet Kofu      | 1 - 2 | Shimizu S-Pulse   | 1 - 0    | 0 - 2    |
| Yokohama F. Marinos | 3 - 2 | Vissel Kobe       | 1 - 1    | 2 - 1    |
| Sanfrecce Hiroshima | 3 - 5 | Kawasaki Frontale | 2 - 2    | 1 - 3    |

## Segunda rodada
| Equipe 1            | Total | Equipe 2          | 1.º jogo | 2.º jogo |
| ------------------- | ----- | ----------------- | -------- | -------- |
| Urawa Red Diamonds  | 4 - 1 | RB Omiya Ardija   | 2 - 0    | 2 - 1    |
| Vegalta Sendai      | 0 - 3 | Júbilo Iwata      | 0 - 0    | 0 - 3    |
| Shimizu S-Pulse     | 3 - 4 | Albirex Niigata   | 2 - 1    | 1 - 3    |
| Yokohama F. Marinos | 6 - 3 | Kawasaki Frontale | 4 - 0    | 2 - 3    |

## Fase final
|  | Quartas de final | Quartas de final      | Quartas de final      |                       |                    | Semifinais         | Semifinais | Semifinais |  |  | Final | Final | Final |  |
|  |                  |                       |                       |                       |                    |                    |            |            |  |  |       |       |       |  |
|  | 1                | Cerezo Osaka          | 1                     |                       |                    |                    |            |            |  |  |       |       |       |  |
|  | 1                | Cerezo Osaka          | 1                     |                       |                    |                    |            |            |  |  |       |       |       |  |
|  | 8                | Urawa Red Diamonds    | 2                     |                       |                    |                    |            |            |  |  |       |       |       |  |
|  | 8                | Urawa Red Diamonds    | 2                     |                       | Urawa Red Diamonds | Urawa Red Diamonds | 2          |            |  |  |       |       |       |  |
|  |                  |                       |                       |                       | Urawa Red Diamonds | Urawa Red Diamonds | 2          |            |  |  |       |       |       |  |
|  |                  |                       | Gamba Osaka           | Gamba Osaka           | 1                  |                    |            |            |  |  |       |       |       |  |
|  | 4                | Gamba Osaka           | Gamba Osaka           | Gamba Osaka           | 1                  | 3                  |            |            |  |  |       |       |       |  |
|  | 4                | Gamba Osaka           |                       |                       |                    |                    |            |            |  |  |       |       |       |  |
|  | 5                | Júbilo Iwata          | 1                     |                       |                    |                    |            |            |  |  |       |       |       |  |
|  | 5                | Júbilo Iwata          | 1                     |                       | Urawa Red Diamonds | Urawa Red Diamonds | 0          |            |  |  |       |       |       |  |
|  |                  |                       |                       |                       |                    |                    |            |            |  |  |       |       |       |  |
|  |                  |                       | Kashima Antlers (pro) | Kashima Antlers (pro) | 1                  |                    |            |            |  |  |       |       |       |  |
|  | 2                | Nagoya Grampus (pro)  | Kashima Antlers (pro) | Kashima Antlers (pro) | 1                  | 5                  |            |            |  |  |       |       |       |  |
|  | 2                | Nagoya Grampus (pro)  |                       |                       |                    |                    |            |            |  |  |       |       |       |  |
|  | 7                | Albirex Niigata       | 3                     |                       |                    |                    |            |            |  |  |       |       |       |  |
|  | 7                | Albirex Niigata       | 3                     |                       | Nagoya Grampus     | Nagoya Grampus     | 1          |            |  |  |       |       |       |  |
|  |                  |                       |                       |                       | Nagoya Grampus     | Nagoya Grampus     | 1          |            |  |  |       |       |       |  |
|  |                  |                       | Kashima Antlers (pro) | Kashima Antlers (pro) | 2                  |                    |            |            |  |  |       |       |       |  |
|  | 3                | Kashima Antlers (pro) | Kashima Antlers (pro) | Kashima Antlers (pro) | 2                  | 3                  |            |            |  |  |       |       |       |  |
|  | 3                | Kashima Antlers (pro) |                       |                       |                    |                    |            |            |  |  |       |       |       |  |
|  | 6                | Yokohama F. Marinos   | 2                     |                       |                    |                    |            |            |  |  |       |       |       |  |

### Final
O campeão terá o direito de decidir na sua casa, a Copa Suruga Bank de 2012.

## Premiação
| Copa da Liga Japonesa 2011        |
| --------------------------------- |
| Kashima Antlers Campeão 4º título |